# Henri Rapin
Pour les articles homonymes, voir Rapin.
 (avril 2013).
Si vous disposez d'ouvrages ou d'articles de référence ou si vous connaissez des sites web de qualité traitant du thème abordé ici, merci de compléter l'article en donnant les références utiles à sa vérifiabilité et en les liant à la section « Notes et références ».
Henri Rapin, né à Paris le 24 février 1873 et mort dans la même ville le 28 juin 1939 est un peintre, illustrateur et décorateur français.

## Biographie
Henri Joseph Théophile Rapin est né le 24 février 1873 au 52, rue de Bourgogne à Paris. Il est le fils d'Alexandre Rapin (1839-1889), artiste peintre, et de Marie Véronique Maurice. Il est le frère de l'architecte Jacques Rapin (1889-1953). 
Élève de Jean-Léon Gérôme et d'Eugène Grasset, il fut proche de Henri Bellery-Desfontaines, et se dirige progressivement vers les arts décoratifs et conçoit ainsi des meubles de style Art nouveau qui évoluent, à partir des années 1910, vers le style Art déco. De 1905 à 1930, il est directeur artistique du malletier Moynat pour lequel il illustre les catalogues, crée l'identité visuelle (marque et motifs) et dessine quelques objets. Fortement impliqué dans le renouveau des arts appliqués qui caractérise sa génération, il est nommé de 1918 à 1928 directeur artistique de l'école du Comité des dames de l'Union centrale des arts décoratifs et conseiller artistique à la Manufacture nationale de Sèvres.  
Parmi les élèves d'Henri Rapin, figurent Charlotte Perriand et Clara Porset,.  
Il meurt le 28 juin 1939 à son domicile 35, rue de la Tombe-Issoire à Paris.

## Œuvres
- Henri Rapin peint une série de fresques sur le thème de l'Eucharistie pour la chapelle de la semaine de la cathédrale de Besançon en 1905.Fresque.

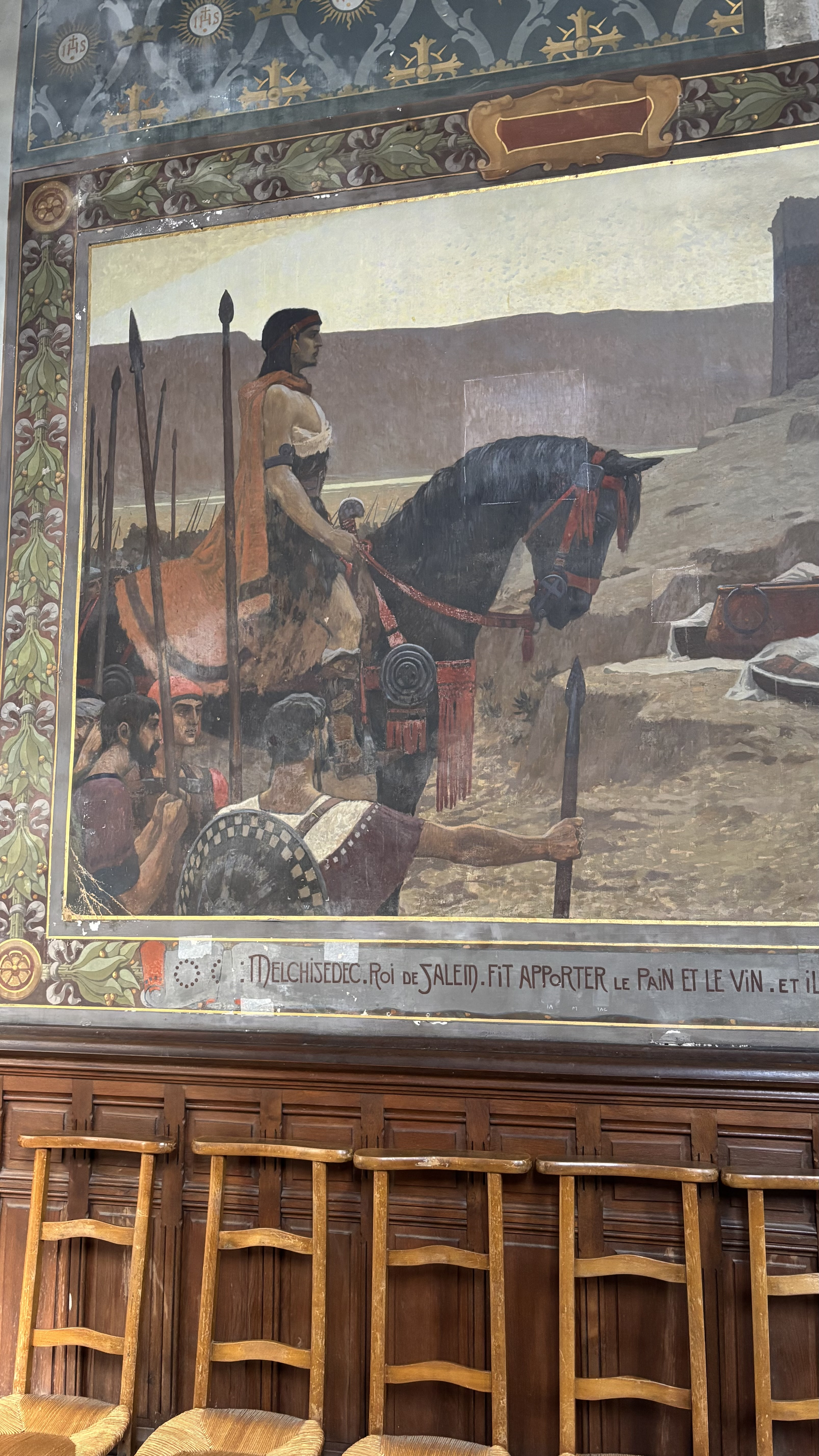
Fresque.

- Il est le maître d'œuvre de l'ensemble de la décoration de la salle des fêtes de la mairie du 15e arrondissement de Paris qui comprend staffs, sculptures, menuiseries d'art, lambris général bas, mobilier mais aussi peinture décorative périphérique de la voûte représentant notamment les quatre saisons. La partie centrale de la voûte, plus plane, est décorée par le peintre Octave Denis Victor Guillonnet.
- Il réalise le chemin de croix de l'église Saint-Martin d'Hénin-Beaumont. Cet ensemble, inauguré en 1929, constitue un des décors monumentaux de style Art déco conservé à Paris. L'ensemble est inscrit à l'inventaire supplémentaire des monuments historiques par arrêté ministériel du 6 avril 2011 et a fait l'objet de sa première campagne de restauration complète en 2011. À cette occasion, sous la direction de l'architecte du Patrimoine Luc Joudinaud, les grandes lacunes des toiles marouflées d'Henri Rapin (cinq lès complets) ont été restituées par l'atelier de restauration spécialisé Meriguet-Carrère.
- Pour la Maison Moynat, il dessine une malle d'exception présentée et primée à l'Exposition internationale des Arts décoratifs de 1925.
- Pour la même exposition, il compose le grand salon de réception[7] et une salle à manger au pavillon français, ainsi que des lampes en porcelaine de Sèvres[7]. À cette occasion, il fait la connaissance de Camille Tharaud pour qui il dessine une vingtaine de formes et plusieurs décors présentés au Salon des artistes décorateurs de 1927[7].
- Pour la résidence du prince impérial Asaka[8] à Tokyo (achevée en 1933), il dessine sept pièces : au premier étage, la grande salle, le salon, le petit salon, le vestibule et la grande salle de réception ; au deuxième étage, le living-room et le bureau du prince. On y trouve aussi des peintures et fresques murales qu'il a exécuté.

Œuvres d'Henri Rapin
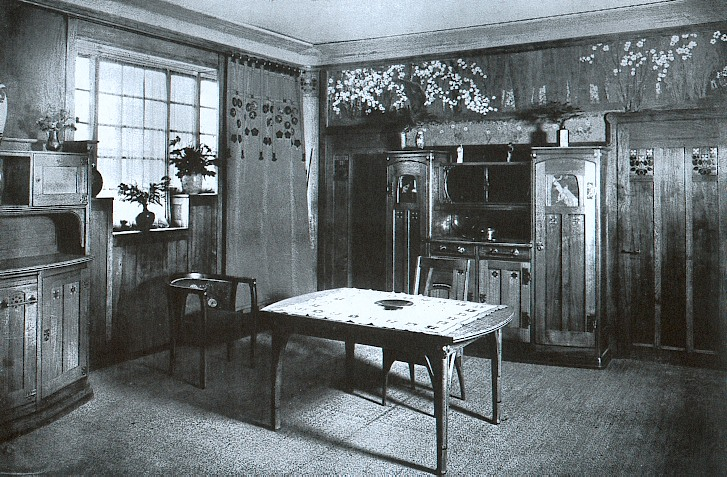
Ensemble mobilier exposé au Salon[Lequel ?] de 1911.
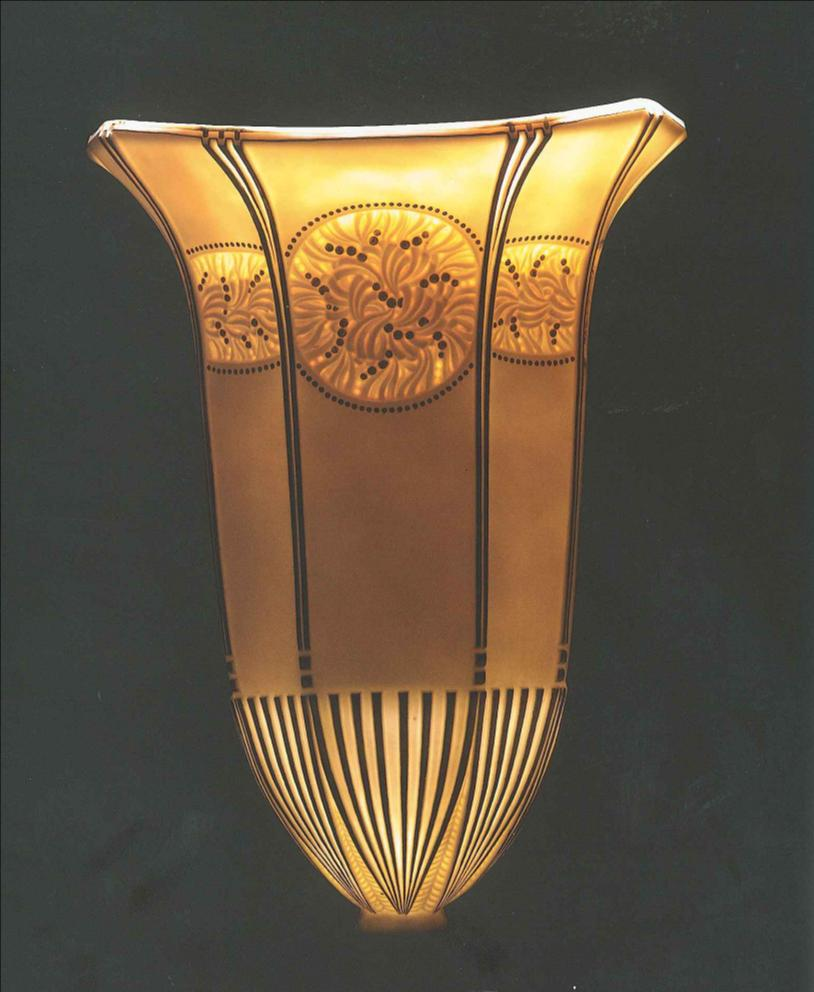
Applique pour la Manufacture nationale de Sèvres, 1921.